# Нова-Леванте
Нова-Леванте (італ. Nova Levante) — муніципалітет в Італії, у регіоні Трентіно-Альто-Адідже,  провінція Больцано.
Нова-Леванте розташована на відстані близько 510 км на північ від Рима, 55 км на північний схід від Тренто, 17 км на південний схід від Больцано.
Населення — 1942 особи (2014).

## Демографія
Населення за роками:

Станом на 1 січня 2023 року в муніципалітеті офіційно проживало 208 іноземців з 34 країн, серед них 64 громадяни країн Євросоюзу та 11 громадян України.

## Сусідні муніципалітети
- Корнедо-алл'Ізарко
- Моена
- Нова-Поненте
- Поцца-ді-Фасса
- Предаццо
- Тірес
- Віго-ді-Фасса